# Нифонт I Константинополски
Нифонт I (на гръцки: Νήφων Α΄) е византийски православен духовник, вселенски патриарх в Константинопол от 1310 или началото на 1311 година до 1314 година.

## Биография
Роден е в македонския град Бер и има средно образование. Преди да стане вселенски патриарх, Нифонт е митрополит в Кизик. За епископството му в Константинопол се знае малко. Смята се, че той, тъй като на Крит има само римокатолически епископи, дава привилегията на епископа на Китира да въздига в свещенически сан на острова, привилегия запазена до 1590 година. Три години след избирането му, оклеветен от свои противници, е принуден да подаде оставка и се оттегля в манастира „Света Богородица Перивлептос“.